# Ілкка Піткянен
І́лкка Пе́ртті Пі́ткянен (фін. Ilkka Pertti Pitkänen; *14 жовтня 1949, Гельсінкі) — фінський письменник. Його батьком був Матті А. Піткянен.

## З життєпису
Народився в 1949 році в Гельсінках.
Літературну діяльність почав як поет. Неодноразово брав участь у поетичних конкурсах , які організовував літературний часопис «Парнас» (Parnasso).
Починаючи від 1960-х років пише переважно прозу: новели, повісті. Широкої популярності набула збірка новел «Пасі та Ленну» (Pasi ja Lennu, 1977), яка справедливо розповідає про долі дітей і підлітків, кинутих батьками на призволяще.

## З доробку
Ілкка Піткянен — автор новел. У них він гостро ставить соціальну проблематику відповідальності за майбутнє молодого покоління.
Бібліографія
- Suurkuha. Tammi 1972 (разом з Матті А. Піткянен)
- «Пасі та Ленну» (Pasi ja Lennu), оповідання. Otava 1977
- Kenraali kulkee keskellä, роман. Otava 1978
- Merikalastajat, текст Ілкка Піткянена, фотографії Матті А. Піткянена. Weilin + Göös 1978
- «Звичайні люди» (Tavallisia ihmisiä), три повісті. Otava 1979
- Tunski : erään koiran elämä, текст Ілкки Піткянена, фото Матті А. Піткянена. Otava 1979
- Hetkiä merellä, текст Ілкки Піткянена, фотографії Матті А. Піткянена. Weilin + Göös 1981
- Poropoika, текст Ілкка Піткянен, фотографії, дизайн і верстка Матті А. Піткянен. Otava 1982
- Syysmuutto, роман. Otava 1982
- Veeran kukkaseppele, текст Ілкки Піткянена, фотографії, дизайн і макет Матті А. Піткянена. Otava 1984
- «Депутат» (Varamies), три оповідання. Otava 1986
- «Весляр» (Soutaja), роман. Otava 1987
- Eläinten talo, повість для дітей, ілюстрації Ханну Луккарінен. Otava 1987
- Eläinten joulu. Otava. 1988. ISSN 951-1-10313-X ISBN 951-1-10313-X. {{cite book}}: Перевірте значення |issn= (довідка)
- «Гніздо білки» (Oravanpesä). Otava 1991
- Alamylly, повість. Otava 1993

Твори письменника перекладені французькою і російською мовами.

## Нагороди
- 1-ша премія конкурсу оповідань Союзу молодих сил у 1970 році
- 1-ша премія на конкурсі оповідань Й. Х. Ерко 1971
- Премія Валтарі 1984 року за книгу Syysmuutto
- Премія Калеві Єнтті 1988 за роман Soutaja.